# Fullerton, Kalifornija
Fullerton je grad u američkoj saveznoj državi Kaliforniji, u okrugu Orange. Prema službenoj procjeni iz 2009. godine ima 137.624 stanovnika.
Nalazi se 20 km od pacifičke obale, u blizini gradova Anaheim, Garden Grove i Orange.
Grad je osnovan 1887. i nazvan po Georgeu Fullertonu, upravitelju kalifornijske željeznice. Posađeno je bezbroj sadnica naranči, oraha i avokada te je grad, otprije povezan željezničkom prugom, postao poljoprivredni centar. Bum stanovništva Fullerton je doživio pronalaskom nafte početkom 20. stoljeća.

## Poznati stanovnici
- James Cameron, redatelj
- Leo Fender, osnivač Fender Musical Instruments Corporationa
- Eric Wynalda, nogometaš
- Keith Van Horn, bivši NBA košarkaš
- Steven Seagal, glumac i majstor borilačkih vještina
- Gwen Stefani, pjevačica

## Gradovi prijatelji
- Fukui, Japan
- Morelia, Meksiko
- Yong Chon, Južna Koreja
- Yongin, Južna Koreja

## Vanjske poveznice
- Službena stranica (engl.)

### Ostali projekti
|  | Zajednički poslužitelj ima još gradiva o temi Fullerton, Kalifornija |